# Otto Zykan
Otto Zykan   (Viena, 29 d'abril de 1935 - Burgschleinitz-Kühnring, 25 de maig de 2006) fou un compositor i pianista austríac.
Va estudiar a l'Acadèmia de Música de Viena, on els seus professors van incloure Karl Schiske (composició), Bruno Seidlhofer i Josef Dichler (piano). També va assistir als cursos d'estiu de Darmstadt (1958, 1964-1966), guanyant el premi "Kranichstein Music" del concurs internacional de piano en la seva primera visita. Les obres més característiques de Zykan són les seves "produccions artístiques totals", en què els processos de permutació s'estenen al moviment, als sons i als elements lingüístics, de vegades produint compromís i de vegades distorsió, i sovint reduint a l'absurd el comentari crític.
Com que la seva obra creativa ha estat concebuda íntegrament en relació amb el present, algunes de les seves obres només existeixen en forma d'esbós. Ha prescindit sobretot de la publicació, ja que la majoria de les seves obres depenen de la seva interpretació personal. Com a resultat, s'han perdut diverses composicions. També ha creat anuncis televisius per a empreses conegudes. Entre les seves obres n'hi ha tres òperes, Singers Nähmaschine ist die best del 1966, Kunst kommt von Gönnen i Auszählreim del 1986.